# 袁世凱内閣
袁世凱内閣（えんせいがいないかく）は、袁世凱が第2代内閣総理大臣に任命され、宣統3年9月11日（1911年11月1日）から同年12月25日 （翌年2月12日）まで続いた清朝の内閣である。

## 概要
1911年10月10日（8月19日）、孫文らを中心に辛亥革命が勃発する。清朝内では袁世凱を除いてこれを鎮圧できる人物はいないと判断。11月1日、慶親王奕劻を退任させ、袁を内閣総理大臣兼湖広総督に任命した。袁は同月16日に閣僚を任命し、正式に内閣が発足した。

## 内閣構成員

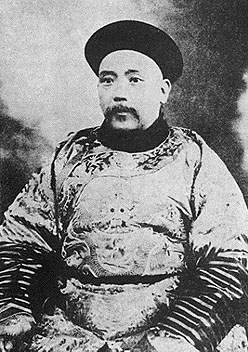
袁世凱

内閣の総理大臣・閣僚は下記のとおり。特に説明が無い限りは1911年11月1日（宣統3年9月11日）に任命され、1912年2月12日（宣統3年12月25日）の内閣瓦解と共に解任された。日付は全てユリウス暦。
- 内閣総理大臣：袁世凱<漢人>（十二月八日（1912年1月26日）封一等侯）
- 外務部
  - 外務大臣：梁敦彦<漢人>（外務副大臣胡惟徳暫署）
  - 外務副大臣：胡惟徳（前任外務部右侍郎曹汝霖署）
- 民政部
  - 民政大臣：趙秉鈞<漢人>
  - 民政副大臣：烏珍<旗人>（十一月三十日（1912年1月18日）授歩軍統領，仍兼民政副大臣）
- 度支部
  - 度支大臣：厳修<漢人>
  - 度支副大臣：陳錦濤（十月十七日（1911年12月7日）病免）、周自斉（十月十七日（1911年12月7日）授）
- 学部
  - 学務大臣：唐景崇<漢人>
  - 学務副大臣：楊度（九月二七日（1911年11月17日）辞任）、劉廷琛（九月二七日（1911年11月17日）授，十月二九日（1911年12月19日）病免）、張元済（十一月二六日（1912年1月14日）授，十二月十六日（1912年2月3日）張元奇署）
- 陸軍部
  - 陸軍大臣：王士珍<漢人>（署江北提督；前任陸軍副大臣寿勲暫署）
  - 陸軍副大臣：田文烈
- 海軍部
  - 海軍大臣：薩鎮氷<蒙人>（前任海軍副大臣譚学衡署）
- 法部
  - 司法大臣：沈家本<漢人>
  - 司法副大臣：梁啓超（大理院正卿定成署，十一月十一日（1911年12月30日）辞任）、曽鑑（十一月十一日（1911年12月30日）授）
- 農工商部
  - 農工商大臣：張謇<漢人>（農工商副大臣熙彦暫署）
  - 農工商副大臣：熙彦<旗人>（暫署大臣；左丞祝瀛元署）
- 郵伝部
  - 郵伝大臣：楊士琦<漢人>（十一月十六日（1912年1月4日）辞任、郵伝部左参議梁士詒署）
  - 郵伝副大臣：梁如浩（郵伝部左参議梁士詒署；十一月二三日（1912年1月11日）鑲紅旗蒙古副都統李経邁署；十二月十五日（1912年2月2日）法制院参議阮忠枢署）
- 理藩部
  - 理藩大臣：達寿<旗人>
  - 理藩副大臣：栄勲<旗人>

## 清の滅亡
袁は部下の段祺瑞・馮国璋らを革命鎮圧に向かわせるも自らは動かず、裏で革命派と連絡を交わした。そして自らの臨時大総統就任の約束を取りつけた途端に寝返り、清朝に政権の交代を促した。それにより1912年2月12日、宣統帝が退位して清朝は滅亡、袁世凱は新生中華民国の臨時大総統に就任した。